# ヨロイモグラゴキブリ
ヨロイモグラゴキブリ（鎧土竜蜚蠊、英語: Giant burrowing cockroach、学名：Macropanesthia rhinoceros）はゴキブリの一種。

## 形態
標準和名は本種の外部形態上の特徴に因む。すなわち「鎧を着てモグラのように土にもぐるゴキブリ」の意として、松本忠夫（東京大学教養学部教授・理学博士/当時）により命名された。
本種は世界で最も体重の重いゴキブリであり、体重は最大で35g、体長は最大で80mmに達する。個体によっては約10年に渡り生存するものもいる。他の多くの種のゴキブリと異なり、本種は成虫になっても翅を持たない（写真参照）。
その外骨格や脚はいずれも非常に頑強で、脚は硬い棘に覆われており、土を掘り進むのに適した形状となっている。乾季には非常に固くなるオーストラリアの土を難なく掘り進めるだけあってパワーもかなり強い。オスとメスは前胸部の突起状の膨らみにより見分ける事が可能であり（オスは突起を持ち、メスは突起を持たない）、この突起は外敵の排撃やメスや縄張りを巡ってオス同士が争う際に使われる。また、脱皮してすぐの状態では、目の部分を除いて完全な白色をしている。

## 生態
オーストラリア・クイーンズランド州の熱帯地域に主に棲息する。
モグラの名前に違わず、本種は地中数十cmから1 mほどの深さに潜り、土中に巣を作る。
砂質土壌地帯に、およそ高さ5 cm、直径15 cmの盛り土がみられ、その下に螺旋状の坑道が穿たれている。坑道の直径は8 cm、長さは1 mに達し、本種が潜むのは地表から深さ40 cmほどの位置。坑道が描く螺旋はとても大きく、多いものでは3重螺旋になっている。坑道の壁は本種により念入りな手入れがされており、非常に滑らかに仕上げられている。
面積4×8 mをサンプルとした生息密度調査の結果、1平方メートルあたりの生息個体総体重は11グラムになった。
本種は、雑食性が多いゴキブリにしては珍しく完全なる草食性であり、食物である落ち葉や枯れ草を始め木の枝や種なども巣穴に運び込んで貯蔵している。この為、摂食の度に採餌に出歩く必要はなく、新たな貯蔵食物の採集や異性獲得の際以外では、巣穴からは全く出ない。これが本種が生息地で多数高密度で存在していながら人目に触れる事が滅多に無い大きな原因となっている。またその外出も、雨期の夜間に限定されるらしい。好物はユーカリの葉であり、ユーカリは有毒なのだが、コアラなどと同じく体内で毒素を分解できるようである。
加えて本種は、雌雄のつがいが共同で子育てをしながら生活するという亜社会性の生態を持つ事で知られる。そして12～13回脱皮を繰り返す事で成長して、成虫となる。繁殖形態は卵胎生である。また、主食とする落ち葉（主にユーカリの葉）や、その他の植物質の消費者・分解者として、生態系における重要な地位を占めている。
子供の世話は初期においては両親が、やがて母のみが行う。成長した子供が巣離れする時期には、同じ方向に向かうおびただしい数の「ゴキブリの行進」が見られるという。巣離れは幼虫が中令に達すると起きる。
飛翔能力を全く持たない本種は、地表を歩き回るのみで異性と出会わなければならないため、フェロモンが重要な役割を果たしていると考えられている。
主な天敵は、現地に生息するオオムカデやタランチュラなどの地上棲の大型のクモだと考えられ、それらは巣穴に侵入して主に幼虫を捕食する。成虫については特にオスは外骨格が非常に硬くこれらオオムカデやタランチュラの毒牙も通さないので、殆ど実害はない。子育て中は主にオスの成虫が自らが背を向けて巣穴の栓になり、外敵の侵入を防ぎつつ、場合によっては前胸部の突起や脚の棘で排撃する。他には小型哺乳類も天敵だと考えられる。
本種と同じく、クイーンズランド州特産のカブトムシの一種であるゴウシュウカブトムシ（ゴウシュウマルムネカブト） Haploscapanes barbarossa は本種と共生関係にある。

## 近縁種
Geoscapheusは同じオーストラリアの南東部サバンナ地帯に生息する。ヨロイモグラゴキブリよりもやや小ぶりながら、やはりゴキブリとしては大柄で、頑強な外骨格も似通っている。

## 人間との関係
上記の生態からも分かる通り、本種が人間の生活圏に侵入したり生活や経済活動に悪影響を与えたりする可能性はほとんどないため、害虫とは考えられていない。生息地域のオーストラリアでは、ペットとして飼われることもある。